# Галатська війна
Галатська війна — війна між осілими у Малій Азії галлами (галатами) та Римською республікою і союзним останній Пергамським царством. Велась у 189 р. до н. е. в Галатії, у центральній частині Малої Азії (наразі територія Туреччини).
У 190 р. до н. е. римляни перемогли Селевкіда Антіоха III у Сирійській війні та змусили його просити миру. Наступним їх кроком була операція проти галатів, котрі переселились з Європи до Малої Азії майже за 100 років до того, а тепер узяли участь у бойових діях на стороні Антіоха ІІІ. Провідник римлян консул Гней Манлій Вульсон розгорнув кампанію без дозволу римського сенату. З'єднавши свої сили із пергамцями, римляни вирушили углиб півострова, здобули перемогу у битві на горі Олімп, а потім вони закріпили свій успіх здолавши більшу армію поблизу Анкіри. Цей вдалий напад змусив галатів просити миру, після чого римляни повернулися до узбережжя Малої Азії. Коли Манлій Вульсон повернувся до Риму, його було звинувачено в порушенні миру, проте він виправдався та добився тріумфу від сенату.

## Передумови походу
У 191 році до н. е. правитель держави Селевкідів Антіох Великий вторгся до Греції. Римляни втрутились та здолали його в битві при Фермопілах, змусивши відступити назад до Малої Азії. Наступного року римська армія послідувала за ним через Егейське море і разом зі своїми союзниками легко перемогла в битві за Магнезію .
Селевкіди хотіли укласти мир зі Сципіоном Азіатським, проте навесні 189 р. до н. е. сюди прибув новий командуючий Гней Манлій Вульсон. Його відправили укласти договір, який підготував Сципіон, однак Манлій був незадоволений отриманим завданням і почав планувати війну. Вульсон звернувся до солдатів і привітав їх з перемогою, а потім запропонував похід проти галатів. Приводом для нападу була участь останніх у битві за Магнезію в складі армії Селевкідів, головною ж причиною вторгнення стало бажання Манлія захопити багатства галатів (які до того протягом дев'яти десятків років грабували Малу Азію) та здобути собі славу. Це було першим випадком, коли римський генерал розпочав війну без дозволу сенату чи народу. Такий вчинок був ризикованим і послужив прикладом для інших в майбутньому.
Манлій розпочав підготовку до війни, покликавши на допомогу пергамців. Оскільки володар цієї держави Евмен II перебував у Римі, на чолі пергамської армії став його брат Аттал, котрий через кілька днів приєднався до римлян із 1000 піхотинців та 500 вершниками.

## Перехід римлян до меж Галатії
Об'єднана римсько-пергамська армія розпочала свій похід з Ефесу. Вона вступила на територію Карії та досягла річки Гарпас, де до неї приєднався загін із 1000 піхотинців та 300 кавалеристів на чолі зі ще одним царським братом Афінеєм. Далі в Антіохії-на-Меандрі їх зустрів син сирійського царя Селевк, котрий у відповідності до досягнутих після поразки при Магнезії домовленостей забезпечив римлян та пергамців зерном.
Звідси армія Манлія рушила не напряму до території галатів, а відхилилась на південь, описавши дугу по західній Пісідії. Це надавало можливість збирати додаткову здобич та привести до покори войовничих пісідійських горців. Мешканці міста Таби наважились напасти на римську колонну та спершу внесли чимале сум'яття, проте невдовзі далась взнаки велика різниця у чисельності та бойових якостях. Відтиснуті до міста, табійці запросили миру та отримали його на умовах сплати 25 талантів та поставки значної кількості зерна. Захопивши першим же натиском місто Ерізу, союзна армія переправилась через річку Інд (наразі Даламан) та вступила на територію великого міста Кібіра.
На той час Кібірою керував відомий своєю жорстокістю тиран Моагет. Коли римський загін підійшов до міста, він просив не спустошувати його землі та вислав послів, котрі привезли з собою в дарунок золотий вінок вагою у 15 талантів, крім того, пообіцяли виплатити 25 талантів. Консул зі своєї сторони відзначив, що раніше тиран не виявляв щодо римлян жодної доброзичливості, а його репутація така, що варто думати про покарання, а не дружбу. Тоді на наступний день прибув сам тиран, котрий оповідав про бідність підвладних йому земель та наполягав, що не зможе виплатити більше обіцяного. Після жорстких переговорів, на яких Манлій спершу забажав 500 талантів, сума накладеного на Моагета стягнення була зменшена до 100 талантів (крім того, як і з Таб отримали 10 тисяч медимнів зерна).
Рушивши далі, армія розграбувала містечко Лаг та досягло річки Кобулат, де його зустріли посли з Ісінди. Це місто знаходилось у облозі термессійців та фригійського династа Філомела і перебувало на межі загибелі. Консул радісно зголосився допомогти, оскільки це надавало привід звернути у бік багатої приморської Памфілії. З Термесса стягнули 50 талантів та заборонили вести ворожі дії проти Ісінди. За цим Манлій уклав союзні договори з Аспендом та іншими памфілійськими містами.
Повернувшись із Памфілії на свою попередню дорогу, консул рушив на північ та, розграбувавши на своєму шляху містечко Дарса, досяг території Сагалассу. Мешканці останнього колись наважились дати битву Александру Македонському, тепер же вони довго утримувались від висилки послів до римлян. Втім, коли останні почали спустошувати їх землі, сагаласці здались та погодились виплатити 50 талантів і по 20 тисяч медимнів пшениці та ячменю.
Тепер союзне військо вступило на територію Фригії, де його знову зустрів Селевк. Він забрав поранених і хворих римлян до Апамеї та залишив кількох провідників. Через кілька днів союзна армія вийшла до міста Синнада, де розграбувала покинуті населенням численні поселення.

## Вступ у межі Галатії
Ще через три дні маршу римляни підйшли до області одного з трьох племен галатів — толістобогіїв. Консул провів збори і звернувся до своїх військ з приводу майбутньої війни. Потім він відправив посланців до Епогнагната, вождя тектосагів, єдиного вождя, який дружив з Пергамом. Посланці повернулися передали прохання вождя тектосагів не вторгатись на його територію. Він стверджував, що зможе схилити й інших вождів на договір з ним.
Армія рушила далі, вони розбили табір біля фортеці галатів під назвою Кубаллум. В цей час галатська кіннота атакувала римський авангард, останні зазнали великих втрат ще до початку контратаки римської кінноти, з великими зусиллями римляни відбили наступ галатів. Консул бачив, що він на небезпечній відстані з ворогом, тому вирішив надалі просуватися вперед обережніше.

## Битва на горі Олімп

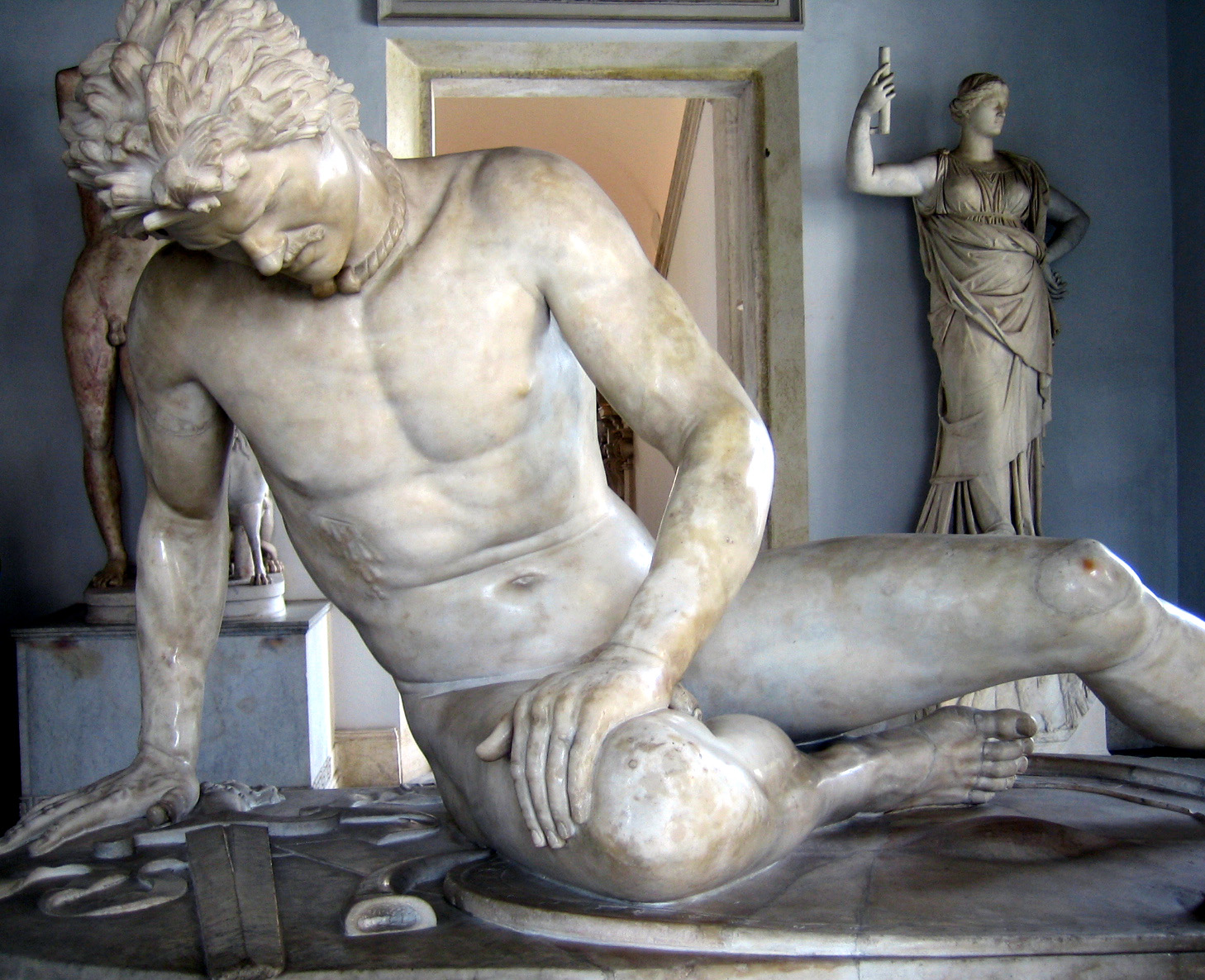
Вмираючий галл, елліністичне уявлення про галатського солдата

Римляни та пергамці прибули в місто Гордій, яке було спустошеним. Коли вони отаборилися, до них прибув посланець від Епосогната. Він повідомив, що Епосогнату не вдалося відвернути наступ галатів, тож останні вже десь у горах.
Толостобогійці зайняли гору Олімп, а Тектосаги та Трокмі вирушили на іншу гору. На горі Олімп галати викопали таншеї, укріпили позиції. Перші два дні римляни витратили на розвідку. На третій день їхні стрільці напали на галатів. Римські допоміжні лучники, стропальники та метальники списів наносили великі втрати погано озброєним галатам, а ті, хто намагався вступити в ближній бій, були переможені через перевагу зброї та обладунків римських велітів. Коли римляни вторглися в табір галатів, бій перетворився на різанину. Галати втратили близько 10 000 чоловік і ще 40 000 було взято в полон.

## Битва при Анкірі
Після римської перемоги на горі Олімп Тектосаги благали їх не нападати і попросили зустрітися для проведення переговорів на півдорозі від їхнього табору до Анкіри. Головною метою тектосагів було затримати римлян, щоб жінки і діти втекли через річку Галіс. Іншою їх метою було вбивство Манлія під час переговорів. Поки вони йшли на переговори, римляни побачили, як галатська кіннота наближається до них. У сутичці, що настала галати взяли гору над малим загоном Манлія завдяки кількісній перевазі, але їх відігнали назад, коли прибули римські фуражири.
Наступні два дні римляни розвідували місцевість, а на третій день вони зустріли армію галатів, що складалася з 50 000 чоловіків. Римляни розпочали битву з атаки стрільців. Знову галатів накрили градом стріл та списів, їхній центр був розбитий першим ударом римлян, частина галатів втекла до свого табору. Фланги довше тримали позиції, але зрештою були змушені відступити. Римляни переслідували їх, грабували табір галатів, поки останні (що врятувалися) бігли через річку, щоб приєднатися до жінок, дітей та трокмів.

## Після війни
Дві нищівні військові поразки змусили галатів погодитись на мир. Ця кампанія значно збагатила Вульсона та його легіони, оскільки галати зібрали велике багатство завдяки численним завоюванням у Малій Азії. Галати відправили посланців до Вульсона з проханням про мир, але Вульсон, який у той час поспішав назад до Ефесу (оскільки наближалась зима) запропонував їм прибути туди.
Вульсон пробув у Малій Азії ще рік. За цей час він уклав Апамейський договір з Антіохом і розділив узбережжя Малої Азії між Пергамом і Родосом. Коли прийшли посланці Галатії, він сказав, що пергамський цар Евмен II викладе їм умови миру, коли повернеться з Риму.
Вульсон розпочав свою подорож до Риму в 188 р. до н. е. і прибув у 187 р. до н.е Коли він повернувся, на нього ринула хвиля критики через війну, яку він почав без дозволу влади. Однак він зумів усе залагодити і був удостоєний тріумфу .

## Цитати
1. https://web.archive.org/web/20070929133118/http:/mcadams.posc.mu.edu/txt/ah/Livy/Livy35.html
2. https://web.archive.org/web/20080517100534/http:/mcadams.posc.mu.edu/txt/ah/Livy/Livy36.html
3. https://web.archive.org/web/20080517100534/http:/mcadams.posc.mu.edu/txt/ah/Livy/Livy36.html
4. https://web.archive.org/web/20090327025150/http:/mcadams.posc.mu.edu/txt/ah/Livy/Livy37.html
5. https://web.archive.org/web/20090327025150/http:/mcadams.posc.mu.edu/txt/ah/Livy/Livy37.html
6. https://www.goodreads.com/book/show/18894385-a-smaller-history-of-rome [Архівовано 20 грудня 2020 у Wayback Machine.]
7. https://web.archive.org/web/20090617135735/http:/mcadams.posc.mu.edu/txt/ah/Livy/Livy38.html
8. https://web.archive.org/web/20090617135735/http:/mcadams.posc.mu.edu/txt/ah/Livy/Livy38.html
9. https://web.archive.org/web/20090617135735/http:/mcadams.posc.mu.edu/txt/ah/Livy/Livy38.html
10. https://web.archive.org/web/20090617135735/http:/mcadams.posc.mu.edu/txt/ah/Livy/Livy38.html
11. https://web.archive.org/web/20090617135735/http:/mcadams.posc.mu.edu/txt/ah/Livy/Livy38.html
12. http://mcadams.posc.mu.edu/txt/ah/Livy/Livy38.html
13. http://mcadams.posc.mu.edu/txt/ah/Livy/Livy38.html [Архівовано 17 червня 2009 у Wayback Machine.]
14. (20-28https://web.archive.org/web/20090617135735/http:/mcadams.posc.mu.edu/txt/ah/Livy/Livy38.html

1. 1 2 3 4 5  Smith, A Smaller History of Rome, 112
2. ↑  Pennell
3. 1 2  Mommsen
4. ↑  Polybius 21.34 [Архівовано 4 червня 2020 у Wayback Machine.]
5. ↑  Polybius 21.35

### Первинні джерела
- Лівій, переклад Генрі Беттісон, (1976). Рим і Середземномор'я . Лондон: Пінгвін Класика. ISBN 0-14-044318-5 .
- Полібій, переклад Френка У. Вальбанка, (1979). Піднесення Римської імперії . Нью-Йорк: Класика пінгвінів. ISBN 0-14-044362-2

### Онлайн джерела
- Mommsen, Theodor (1 травня 2004). A History of Rome. Vol III. Project Gutenberg. Архів оригіналу за 2 липня 2017. Процитовано 16 липня 2007.
- Pennell, Robert (1 листопада 2004). Ancient Rome : from the earliest times down to 476 A. D. Project Gutenberg. Архів оригіналу за 27 вересня 2007. Процитовано 16 липня 2007.
- Smith, William (1 листопада 2006). A Smaller History of Rome. Project Gutenberg. Архів оригіналу за 15 травня 2007. Процитовано 16 липня 2007.